# Bertram I de Forcalquier
Bertram I de Forcalquier (? - 1144), foi conde de Forcalquier de 1129 a 1144, data da sua morte.

## Biografia
Juntamente com seu irmão Guigues Forcalquier, em 1129, e depois da morte de seu pai ocorrida em Outubro de 1129, viria a suceder-lhe como Conde de Forcalquier, sob a tutela de sua avó Adelaide Forcalquier, que em 1129 havia renunciado a todos os seus bens a favor de seus netos.
De acordo com a Fundação de Genealogia Medieval, ele sucedeu seu irmão em 1149, Guigues de Forcalquier, no mesmo ano que morreu. 
Segundo o historiador francês Florian Mazel este acontecimento terá ocorrido num período algures entre 1129 e 1144. Juntado a informação e conciliando as duas versões, e como o condado de Forcalquier estava sob a posse indivisa, como anteriormente o Condado da Provença, só podem ter governado um após a morte do outro e não ao mesmo tempo.

## Relações familiares
Foi filho de Guilherme III de Forcalquier, conde de Forcalquier e de Gersenda de Albon, filha de Guigues III de Albon (entre 1050 e 1060 - 1133),. Casou com Josserande de Flotte, de quem teve:
1. Bertram II de Forcalquier (? - 1207), conde de Forcalquier casou com Cecília de Beziers.
2. Guilherme IV de Forcalquier (? - 1209), conde de Forcalquier casou com Adelaide de Beziers.[5]
3. Alice de Forcalquier (?e- c. 1219) casou em 1180 com Girard II-Amic de Sabran, Senhor de Châteauneuf.